# Орания
Ора́ния (африк. Orania) — автономное поселение в ЮАР, в котором проживают исключительно африканеры. Расположено в засушливом малонаселённом регионе Кару на берегу реки Оранжевой.
Главной целью Орании является создание национального центра для африканерского меньшинства, а также сохранение его культуры и языка. Впоследствии город может стать столицей Фолькстата — предлагаемого независимого государства африканеров, созданию которого препятствует в том числе рассредоточение народа по стране и отсутствие у них крупных центров.
Для проживания в городе требуется специальное разрешение, которое выдаётся только африканерам, которые владеют африкаанс, не имеют судимостей, а также «разделяют ценности и цели» поселения. Многие СМИ и исследователи считают концепцию города расистской, обвиняя его создателей в попытке возродить апартеид.
Правительство ЮАР выступает против идеи «города только для белых», но при этом никак не противодействует властям Орании, а два южноафриканских президента — Нельсон Мандела и Джейкоб Зума — даже посещали поселение в 1995 и 2010 годах соответственно. Его также посещали племенные вожди коса и тсвана.

## История
В декабре 1990 года 40 африканерских семей, под руководством Карла Бошоффа, зятя бывшего южноафриканского премьер-министра Хендрика Фервурда, приобрели ветшавший в то время город с прилегающей к нему территорией приблизительно за 200 000 долларов США. Это произошло через несколько месяцев после отмены режима апартеида и освобождения из тюрьмы Нельсона Манделы. Город был выкуплен у Департамента водных дел после завершения работ по прокладке канала для забора воды из Оранжевой реки. Город был отстроен Департаментом специально для рабочих, прокладывавших канал. Сейчас город является имуществом специально созданной частной компании «Vluytjeskraal Aandeleblok» (Whistle Corral Share Block, по-русски это будет примерно звучать как АО «Загон Свистом»). Часть имени «Vluytjeskraal» заимствована от названия фермы, на месте которой был основан город, вторая часть «Aandeleblok» говорит о структуре компании, которая позволяет людям покупать акции и, таким образом, получить право остаться и работать в пределах собственности компании, то есть на её территории. Таким образом, председатель данной компании, доктор Мани Опперман фактически занимает должность «невыборного мэра», то есть владея акциями компании, акционер владеет её собственностью.

### Цель создания
Как говорят основатели Орании, цель состоит в создании поселения, где будет сохранено культурное наследие африканеров. Это стремление к самосохранению воспроизводится не только в качестве идеи, но и осуществляется на деле. Все виды профессий, начиная с управленческих должностей и кончая профессиями, связанными с ручным трудом, заполнены исключительно африканерами; неафриканерам работать здесь не разрешается. «Мы не хотим быть под управлением тех, кто не является африканером», — говорит Потгитер, бывший председатель компании. — «Наша культура притесняется, и нашим детям промывают мозги, чтобы они говорили на английском».

### Флаг Орании
На флаге изображён маленький мальчик, закатывающий рукава, готовясь то ли к работе, то ли к драке, что говорит о трудолюбии населения и о готовности бороться за свою независимость. Задний план включает синий и оранжевый цвета — традиционные цвета африканеров.

### Прошлые попытки
Идея создания исключительно африканерских поселений в современной ЮАР не является новой. В 1980-е существовала группа ультраправых африканеров, возглавляемых сыном Хендрика Фервурда, которая называлась Объединение оранжистов. Они также планировали образовать сообщество, основанное на «африканерском самоопределении» («Afrikaner self-determination»), и пытались создать нео-«boerstaat» («Государство Фермеров», устойчивое выражение, означающее «государство только для африканеров») в небольшом городке в восточной части Трансвааля (с 1995 года — Мпумаланга) под названием «Morgenzon». Тогда эта попытка естественным образом провалилась из-за того, что в то время в Южной Африке у власти и так стояло исключительно белое правительство.

### Претензии на землю
В ноябре 2005 года 60 цветных (en:Cape Coloureds) семей заявили правительству о своих претензиях на землю, включающей приблизительно 483 гектаров территории, принадлежащей городу. Они сообщили, что жили в этом городе с 1965, когда он только был построен, и до 1991, когда город был продан правительством. Истцы также заявили, что вынуждены были покинуть город в 1991, когда он был преобразован в Оранию. Сообщество Орании выразило по этому поводу протест. Земельный вопрос был решён в декабре 2006, когда южноафриканское правительство согласилось выплатить этим семьям компенсацию в размере R2,9 млн.

## Орания сегодня

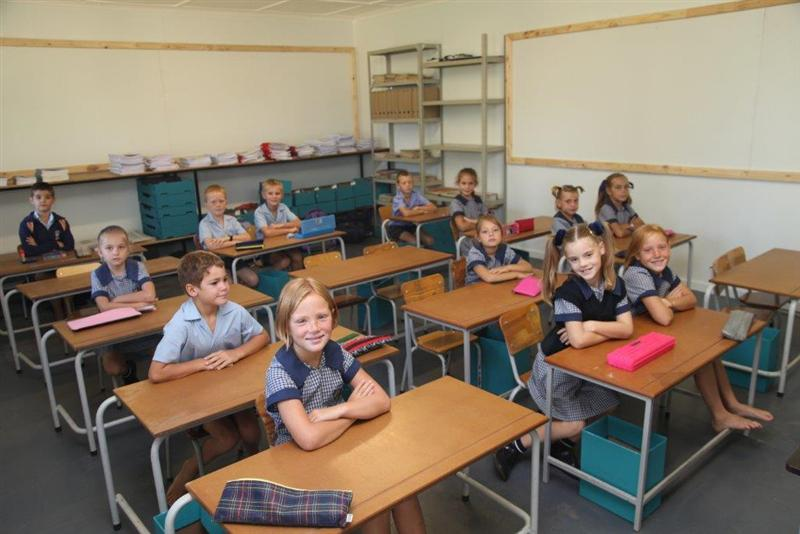
Класс Народно-Христианской школы Орании.

Сегодня Орания является домом для 546 семей (1523 жителя). Фактически всё население здесь можно разделить на две группы: обеспеченные и с меньшим достатком. Люди из более бедных слоёв селятся в небольших типовых домах (en:Tract housing), расположенных в центре города под названием «Kleingeluk» («маленькая удача»). Многие из обеспеченных жителей, включая основателей города, живут по соседству в окрестности «Grootdorp» («большой город»).
В процессе прошедших в ЮАР выборов 2009, население Орании большинством голосов проголосовало за партию Фронт свободы плюс.
На выборах в общине Фембелихе население Орании практически не голосует, но голосует на выборах в районе Пиксли-Касеме, а также общенациональных и региональных выборах.
В 2019 году члены партии Борцов за экономическую свободу из других районов ЮАР проголосовали на выборах в Орании (партия набрала 3% голосов на участке).
На выборах 2024 года в парламент ЮАР Фронт свободы получил 65% голосов, Демократическая партия 22%, Hope4SA-6%, Африканские христианские демократы-2% голосов.
Местное самоуправление на уровне города осуществляется советом представителей Орании. На выборах 2021 года большинство голосов получили представители фронта свободы — они  заняли все 11 мест. В выборах также участвовали Демократическая партия и Африканская христианско-демократическая партия.
Школьники учатся в городских школах, самостоятельно или в школе-интернате Блумфотейна.
С 2017 года имеется профессиональный колледж.

### Экономика
Неотъемлемой частью экономики Орании является сельское хозяйство. С момента покупки города площадью в 430 га также были приобретены сельскохозяйственные земли размером в 2500 га. Совсем новым проектом стала посадка огромного числа деревьев пекана.
В апреле 2004 в Орании появилась собственная денежная система, названная Ора. За эту инициативу отвечает местное банковское учреждение «Orania Spaar- en Kredietkoöperatief» («Сберегательный и Кредитный Кооператив Орании»).
Все дома в Орании принадлежат компании. Компания принадлежит пайщикам. Владельцы пая имеют право построить дом. Каждый год пайщики избирают совет поселения. В совете поселения 8 человек.
Орания обслуживается электрической компанией Elkom и телекоммуникационной Telkom.

### СМИ Орании
В ноябре 2005 года согласно постановлению Комиссии по коммуникациям ЮАР, прекратила своё вещание радиостанция «Radio Klub100», расположенная в Орании. В постановлении указывается, что эта радиостанция осуществляла своё вещание без лицензии и поэтому должна прекратить свою деятельность. Оборудование станции было изъято. «Наблюдение показало, что эта станция является ультраправой и придерживается исключительно расистских взглядов», — сообщила Лидия де Суза, старший менеджер, ведающий выдачей лицензий, добавив, что причиной закрытия станции послужило всё-таки отсутствие лицензии, а не содержание радиопрограмм. Получив лицензию к концу 2007, Орания снова запустила радиовещание 13 апреля 2008.

## Демография

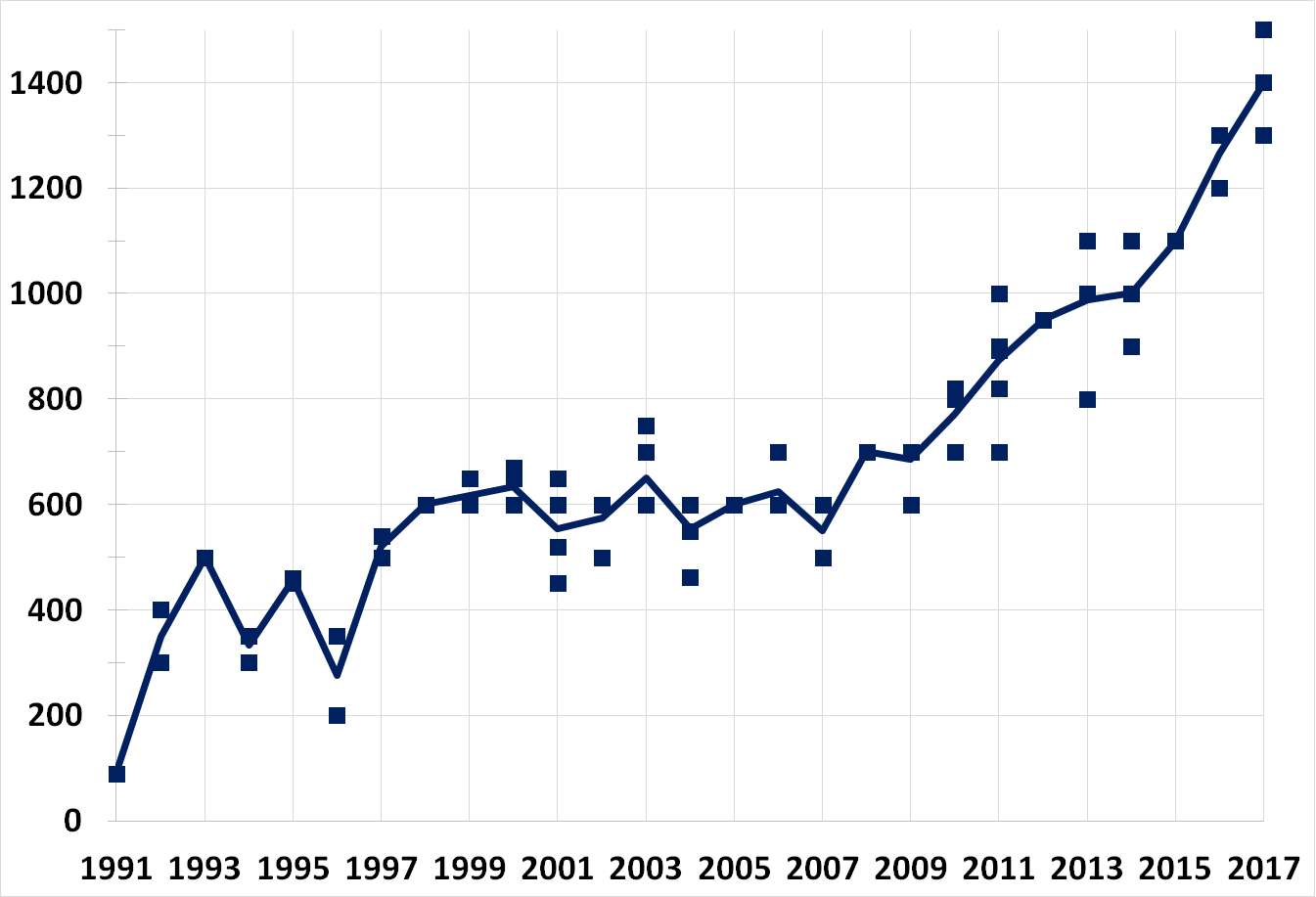
Динамика численности населения Орании с 1991 по 2017 год

Местная перепись населения, проведённая в 2020 году, показала наличие в городе 831 домохозяйств и 2 066 человек соответственно. Это значит, что на одно домохозяйство приходилось 2,5 человека. Дети при этом составляли около трети населения Орании. По заявлениям местных властей, население растёт на 16,5% ежегодно, что гораздо больше, чем в среднем по стране (1,3% в год).
Крупнейшей этнической группой в Орании являются африканеры. Согласно переписи населения, в 2011 году они составляли 97% населения города. Африкаанс является единственным языком, используемым во всех сферах жизни в Орании. В 2014 году его использовали дома 95% населения города, 3% населения использовали африкаанс и английский, ещё 2% — только английский. 